# Матильда д’Эсте
Мати́льда д’Эсте́ (итал. Matilde d'Este; 2 апреля 1673, Сан-Мартино-ин-Рио, маркграфство Сан-Мартино — 2 марта 1732, там же) — принцесса из дома Эсте, дочь Сиджизмондо IV д’Эсте, маркграфа Сан-Мартино. Супруга графа Камилло III Гонзага; в замужестве — графиня Новеллары, Баньоло и Кортенуовы. Властолюбивая ревнивица. Создательница яда, известного под названием «Новелларской изморози».

## Биография

### Происхождение
Родилась 2 апреля 1673 года в городе Сан-Мартино-ин-Рио. Принцесса была первым ребёнком в многодетной семье Сиджизмондо IV д’Эсте, князя Священной Римской империи, 4-го маркграфа Сан-Мартино, 4-го маркграфа Ланцы и Марии Терезы Гримальди, мадемуазель де Карладес. Кроме неё у родителей были ещё четыре сына и две дочери. По линии отца она приходилась внучкой Филиппо Франческо д’Эсте, князю Священной Римской империи, 3-му маркграфу Сан-Мартино, 3-му маркграфу Ланцы, и Маргарите Савойской, синьоре Дронеро, Роккабруны и Сан-Джулиано. По линии матери была внучкой Эркюля II Гримальди, маркиза де Бо, и донны Аурелии Спинола, маркизы Дего, Пьяны, Джусваллы и Каньи.

### Брак и потомство
22 августа 1695 года Матильда сочеталась браком с Камилло III Гонзага (23.08.1649 — 16.08.1727), 8-м суверенным графом Новеллары, Баньоло и Кортонуовы, владельцем оросительного канала в Новелларе, владельцем Санта-Марии, Сан-Томмазо и Сан-Джованни, венецианским патрицием. Её супруг принадлежал к Новелларской ветви дома Гонзага. В их браке родились трое детей, из которых двое дожили до совершеннолетия:
- Риччарда (24.03.1697 — 26.04.1698), венецианская патрицианка, умерла в младенческом возрасте;
- Риччарда (22.08.1698 — 24.11.1768), венецианская патрицианка, 29 апреля 1715 года сочеталась браком с Альдерано I Чибо-Маласпина (22.07.1690 — 18.08.1731), герцогом Массы и князем Каррары, с 1731 по 1744 год была регентом при несовершеннолетней наследнице, с 1728 года графиня Новеллары;
- Филиппо Альфонсо (3.4.1700 — 13.12.1728), 9-й суверенный граф Новеллары, Баньоло и Кортенуовы под именем Филиппо Альфонсо I Гонзага, владелец оросительного канала в Новелларе, синьор Санта-Марии, Сан-Томмазо и Сан-Джованни, венецианский патриций, в 1728 году сочетался браком с Элеонорой Танара, но брак не был консуммирован из-за преждевременной смерти графа[5].

### Отравительница
В историю графиня Матильда вошла, как страшная ревнивица и создательница сильнодействующего яда, изготовлявшегося на основе мышьяка и получившего название «Новелларской изморози» (итал. acquatta di Novellara). Его она использовала для устранения своих врагов.
Узнав, что муж изменяет ей с некой донной Орсолой Манари, графиня наняла семерых наёмных убийц, которые летней ночью 1714 года совершили покушение на неверного супруга, направлявшегося в загородный домик Казино-ди-Сотто. Как только карета графа, в сопровождении двух придворных, покинула замок, она была расстреляна из аркебуз. Экипаж был изрешечён, но пассажиры не пострадали. По мнению современников, Матильда пошла на убийство мужа не из ревности, а из желания самостоятельно править в Новелларе. В ночь покушения она приказала поднять подъемный мост в Новелларский замок, чтобы в случае неудачи, бежавший обратно Камилло III упал в ров с водой и утонул. Но граф бежал не к жене, а к любовнице.
Найдя и наказав убийц, Камилло III, во избежание скандала, отослал супругу к тестю. Граф не развёлся с женой официально и оставил при себе их детей. Матильду держали в заточении в монастыре в Модене. Только через одиннадцать лет муж разрешил ей посетить Новеллару по случаю крещения их внучки Марии Терезы. Воспользовавшись случаем, она попыталась отравить супруга, но и эта попытка провалилась. Матильда д’Эсте умерла в Сан-Мартино-ин-Рио 2 марта 1732 года.

### Приведение
По свидетельству очевидцев, летом 1990 года в Новелларском замке наблюдались странные явления: скрипы и жуткие стоны, загадочные свечения, порывы ледяного ветра. Среди местных жителей укрепилось однозначное мнение о том, что в замке поселились призраки графини Матильды и всех, кого она отравила.